# HD 174430
HD 174430，又名CP-5211273，SAO 245783、HR 7093，是一颗恒星，视星等为6.31，位于銀經344.37，銀緯-21.3，其B1900.0坐标为赤經18h 45m 17.5s，赤緯-52° -21.3′ 59″。